# Adžimatovo
Adžimatovo (makedonska: Аџиматово) är en ort i Nordmakedonien. Den ligger i kommunen Lozovo, i den centrala delen av landet, 50 kilometer sydost om huvudstaden Skopje. Adžimatovo ligger 277 meter över havet och antalet invånare är 124.